# Kauan
Kauan — перший альбом фінського неофолькового гурту Tenhi. Альбом був записаний в період  з 1998 по 1999 роки та виданий на лейблі Prophecy Productions у 1999 році. У 2004 році «Kauan» було перевидано з доповненним матеріалом.

## Композиції
1. Näkin Laulu (The Chant Of Nakki) — 7:41
2. Huomen (Morrow) — 6:46
3. Revontulet (Northern Light) — 3:43
4. Hallavedet (The Glacial Waters) — 7:32
5. Etäisyyksien Taa (Beyond Distances) — 5:52
6. Lauluni Sinulle (Mavourneen's Song) — 5:42
7. Taival (Straying) — 6:44
8. Souto (Drift) — 8:20
9. Niin Auer Hiljaa Vie — 12:25 [1]
10. Kielo (барабанно — скрипкова версія) — 7:35 [1]